# Саморегулювальна система
Саморегулюва́льна систе́ма — складна динамічна система, здатна змінювати характер свого функціонування (алгоритм) відповідно до змінюваних умов і мети. Саморегулювальна система — одне з центр. понять кібернетики. Воно визначає різновидність ширшого класу систем — т. з. самоорганізовувальних систем, які можуть змінювати не тільки алгоритм свого функціонування, а й свою структуру, організацію. Поняття саморегулювальної системи широко застосовують у біол. і соціальних науках. Воно відіграє істотну роль у сучас. наук, тлумаченні діалектико-матеріалістич. саморуху матерії.